# Срби у Белорусији
Срби у Белорусији су грађани Белорусије српског порекла или држављани Србије који живе и раде у Белорусији. Срби су насељавали Белорусију различитим поводима као и у различитом временском периоду током последње половине миленијума. Међу њима било је припадника племићких родова, црквених достојанственика, пропагатора свесловенских идеја, просветних реформатора као и људи који су се бавили културом и различитим научним дисциплинама. У Белорусији је такође било српских бораца који су се борили у ратовима у двадесетом веку. У Првом светском рату налазило се неколико пункотва у Минску, Гомељу, Бурбонску и другим местима где су се окупљали српски добровољци. Познато је да се око три стотине Срба из Бачке и Барање борило у Белорусији у саставу педесетак партизанских јединица у Другом светском рату, а о томе сведоче спискови из некадашњег Партијског музеја у Минску. Данас се процењује да у Белорусији живи око 1.000 Срба. Активна је Културно-просвента заједница Српски центар.

## Знаменити Срби у Белорусији
- Ана Јакшић Глинска била је ћерка српског војводе Стевана Јакшића. Ана је била удата за Василија Љвовича Глинског који је имао поседе у Белорусији. Кнежеви Глински владали су Полесјем и Берестјом у Белорусији, а седиште је било Турово на реци Припатју. Кћерка Ане и Василија, Јелена била је удата за Василија, московског кнеза, а њихов син је био чувени Иван Грозни, руски цар. Након смрти свог мужа, Јелена је владала у име свог сина до његовог пунолсества. Бригу о унуку и држави преузела је његова бака Ана све до своје смрти, а годину дана касније Иван је крунисан за цара. Ана је на руски двор такође унела култ Саве Немањића, којег је Иван Грозни узео за свој лични узор.
- Симеон Гавриловић Зорић-Неранџић, генерал и власник велепоседа са седиштем у Шклову, на Дљепру, у Могиљевској Губернији где је окупљао многе знамените Србе међу којима су били Доситеј Обрадовић, Сава Текелија, Герасим Зелић. Потиче из Далмације. Отац му се звао Гаврило Неранџић, који је дошао у ову област за време Сеобе Срба у 18. веку. Гаврила је усвојио генерал српског порекла Максим Зорић који је дошао у Русију за време насељавања Срба у Славјаносербији 1752. године. Максим Зорић је био награђен поседом у Пскову од стране царице Катарине II због успешне војничке каријере. Симеон Зорић је такође уживао поверење царице која му је даровала поседе. Најзначаније тековина коју је створио за свог живота била је Шкловска племићка школа, отворена 1778. За наставнике у својој школи звао је и учене Србе тога времена, Доситеја Обрадовића и Емануила Јанковића. О генералу Симеону Зорићу писао је Александар Пишчевић, син Симеона Пишчевића.
- Симеон Пишчевић, аутор Мемоара, у трећем делу описује Белорусију кроз коју је пролазио у току рата са Пољском. Од царице Катарине II добио је чин генерала-мајора и поседе у Могиљевској губернији.
- Теодор Јанковић-Миријевски био је први реформатор српског и румунског школства у Хабзбуршкој монархији. У Петроград је дошао на позив царице Катарине II. Непосредно после доласка царица му је даровала наследно племство и спахилук Норк у Могиљевској губернији.
- Данило Срдић, Србин из Лике, био је генерал-пуковник Црвене армије. Носилац је Ордена црвене заставе, највишег совјетског одликовања. Почетак и крај његове војничке каријере везани су за Белорусију. Приступио је марта 1914. војној школи у Гродну, из које је изашао са чином вишег подофицира. Војну каријеру започео је у гарнизону у истоименом граду у саставу коњичког пука да би се након тога прикључио Српској добровољачкој дивизији у Одеси по избијању Првог светског рата. Године 1936. дошао је у Минск где је био командант Трећег коњичког корпуса и начелник гарнизона. Био је један од шеснаест команданата корпуса Совјетског Савеза и члан Централног комитета КП Белорусије.
- Владимир Иванович Пичета, ректор и професор Универзитета у Минску, саставио је историју Белорусије у време кад је она постала совјетска република. Историја Белорусије представља свеобухватну монографију и говори о прошлости белоруског народа на територији данашње Белорусије. Члан је Руске и Белоруске академије наука. Потиче из српске породице пореклом из Мостара, Ивана Христифоровића Пичете, такође академика, који је био професор и ректор духовног семинарја у Витебску и Полтави.